# Phragmatobia assimilans
Phragmatobia assimilans là một loài bướm đêm thuộc phân họ Arctiinae, họ Erebidae.